# Céret
Céret är en kommun i departementet Pyrénées-Orientales i regionen Occitanien i södra Frankrike. Kommunen ligger i kantonen Céret som tillhör arrondissementet Céret. År 2022 hade Céret 7 544 invånare. Céret är känt för sitt museum för modern konst (Musee d'art moderne), som hyser verk av bland andra Picasso, Matisse, Georges Braque och Juan Gris.

## Befolkningsutveckling

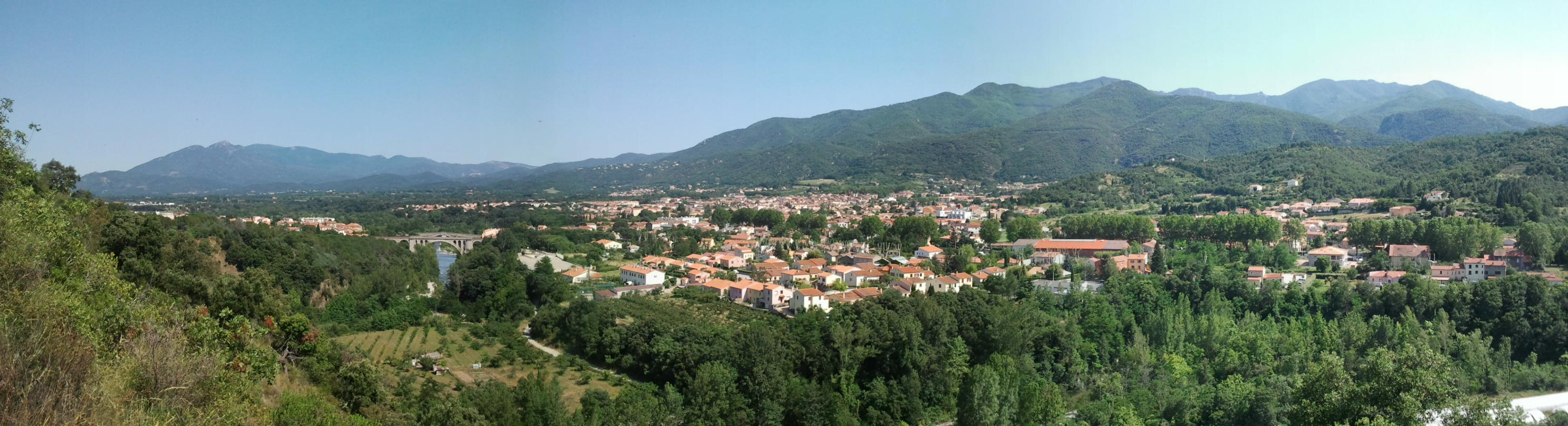
Céret

Antalet invånare i kommunen Céret
| Referens: INSEE |